# Заместители Председателя Совета министров Крыма
В этой статье представлен список заместителей Председателя Совета министров Автономной Республики Крым (в составе Украины) и Совета министров Республики Крым (в составе Российской Федерации).

## Первые заместители Председателя Совета министров Автономной Республики Крым
Первые заместители Председателя Совета министров Крымской АССР/Республики Крым (c сентября 1994 — Автономной Республики Крым) с марта 1991 года по март 2014 года:
- Анатолий Романович Франчук (22 марта 1991 — 11 апреля 1994)
- Борис Иванович Самсонов (22 марта 1991 — 10 февраля 1992)
- Сергей Яковлевич Жилин (2 апреля 1992 — 10 мая 1994)
- Лентун Романович Безазиев (25 июля 2001 — 15 мая 2002)
- Владимир Николаевич Раенко (15 мая 2002 — 14 февраля 2005)
- Анатолий Васильевич Корнейчук (15 мая 2002 — 16 мая 2005)
- Николай Павлович Голубев (29 марта 2005 — 16 мая 2005)
- Валерий Николаевич Ясюк (16 мая 2005 — 23 сентября 2005)
- Анатолий Павлович Гриценко (28 сентября 2005 — 12 мая 2006)
- Станислав Валентинович Хиль (28 сентября 2005 — 10 мая 2006)
- Азиз Рефатович Абдуллаев (2 июня 2006 — 19 марта 2010)
- Евгений Анатольевич Михайлов (2 июня 2006 — 29 сентября 2009)
- Валентин Федорович Ульянов (не вступил в должность) (2 июня 2006 — 21 июня 2006)
- Эдуард Александрович Гривковский (21 июня 2006 — 29 сентября 2009)
- Татьяна Викторовна Умрихина (29 сентября 2009 — 19 марта 2010)
- Николай Петрович Колисниченко (29 сентября 2009 — 19 марта 2010)
- Павел Николаевич Бурлаков (19 марта 2010 — 27 февраля 2014)
- Рустам Ильмирович Темиргалиев (27 февраля — 17 марта 2014[2])

## Заместители Председателя Совета министров Автономной Республики Крым
Заместители Председателя Совета министров Крымской АССР/Республики Крым (c сентября 1994 — Автономной Республики Крым) с марта 1991 года по март 2014 года:
- Александр Иванович Балагура (22 марта 1991 — 9 сентября 1991)
- Татьяна Александровна Красикова (22 марта 1991 — 10 марта 1994)
- Евгений Демьянович Кротенко (22 марта 1991 — 30 июня 1993)
- Павел Павлович Пашков (22 марта 1991 — 10 марта 1994)
- Лентун Романович Безазиев (25 октября 1991 — 9 июля 1993)
- Вячеслав Лукич Юров (30 июня 1993 — 10 марта 1994)
- Андрей Виленович Сенченко (17 сентября 1993 — 10 марта 1994)
- Александр Андреевич Форманчук (17 сентября 1993 — 10 марта 1994)
- Евгений Федорович Сабуров (11 марта 1994 — 6 октября 1994)
- Аркадий Федорович Демиденко (13 октября 1994 — 26 января 1996)
- Игорь Васильевич Иванченко (13 октября 1994 — 16 января 1997)
- Андрей Виленович Сенченко (13 октября 1994 — 16 января 1997)
- Фёдор Фёдорович Снегирев (13 октября 1994 — 30 ноября 1994)
- Ильми Рустемович Умеров (13 октября 1994 — 16 января 1997)
- Александр Леонидович Красниченко (20 апреля 1995 — 16 января 1997)
- Анатолий Фёдорович Ефименко (17 апреля 1996 — 16 января 1997)
- Анатолий Фёдорович Ефименко (16 января 1997 — 4 июня 1997)
- Александр Леонидович Красниченко (16 января 1997 — 4 июня 1997)
- Андрей Виленович Сенченко (16 января 1997 — 4 июня 1997)
- Ильми Рустемович Умеров (16 января 1997 — 4 июня 1997)
- Валерий Александрович Орехов (исполняющий обязанности) (24 марта 1997 — 4 июня 1997)
- Игорь Васильевич Иванченко (16 января 1997 — 27 мая 1998)
- Александр Сергеевич Сафонцев (4 июня 1997 — 23 февраля 1998)
- Ленур Ягья Арифов (4 июня 1997 — 27 мая 1998)
- Александр Сергеевич Баталин (4 июня 1997 — 27 мая 1998)
- Фёдор Фёдорович Снегирев (4 июня 1997 — 27 мая 1998)
- Лентун Романович Безазиев (27 мая 1998 — 25 июля 2001)
- Сергей Константинович Велижанский (27 мая 1998 — 25 июля 2001)
- Вячеслав Лукич Юров (27 мая 1998 — 30 октября 2000)
- Анатолий Васильевич Корнейчук (27 мая 1998 — 29 июня 1999)
- Виктор Павлович Антипенко (27 мая 1998 — 19 сентября 2001)
- Николай Геннадьевич Орловский (исполняющий обязанности) (9 июля 1999 — 27 июля 1999)
- Александр Николаевич Романенко (исполняющий обязанности) (27 июля 1999 — 11 февраля 2000)
- Николай Геннадьевич Орловский (исполняющий обязанности) (3 апреля 2000 — 28 апреля 2000)
- Василий Алексеевич Киселёв (исполняющий обязанности) (28 апреля 2000 — 10 сентября 2001)
- Александр Павлович Рябков (исполняющий обязанности) (30 октября 2000 — 19 сентября 2001)
- Владимир Павлович Казарин (25 июля 2001 — 12 мая 2005)
- Владимир Лукич Тутеров (19 сентября 2001 — 15 мая 2002)
- Анатолий Яковлевич Коцеруба (19 сентября 2001 — 15 мая 2002)
- Валерий Борисович Пробей-Голова (22 октября 2001 — 15 мая 2002)
- Александр Павлович Рябков (исполняющий обязанности) (8 января 2002 — 8 мая 2002)
- Геннадий Александрович Бабенко (15 мая 2002 — 16 мая 2005)
- Эдип Саидович Гафаров (15 мая 2002 — 16 мая 2005)
- Виталина Алексеевна Дзоз (15 мая 2002 — 28 сентября 2005)
- Владимир Николаевич Шкаберин (15 мая 2002 — 28 ноября 2003)
- Шевкет Меметович Асанов (16 мая 2005 — 2 июня 2006)
- Вадим Валентинович Гриб (16 мая 2005 — 21 сентября 2005)
- Анатолий Федорович Скорченко (16 мая 2005 — 20 сентября 2005)
- Елена Николаевна Асмолова (28 сентября 2005 — 2 июня 2006)
- Азиз Рефатович Абдуллаев (28 сентября 2005 — 2 июня 2006)
- Николай Петрович Колисниченко (28 сентября 2005 — 29 сентября 2009)
- Анатолий Иосифович Присяжнюк (2 июня 2006 — 14 сентября 2006)
- Татьяна Викторовна Умрихина (2 июня 2006 — 29 сентября 2009)
- Юрий Петрович Корнилов (22 марта 2007 — 16 ноября 2010)
- Виталий Михайлович Стадник (29 сентября 2009 — 16 ноября 2010)
- Эдуард Александрович Гривковский (19 марта 2010 — 16 ноября 2010)
- Азиз Рефатович Абдуллаев (19 марта 2010)
- Татьяна Викторовна Умрихина (19 марта 2010 — 16 ноября 2010)
- Андрей Дмитриевич Козенко (19 марта 2010 — 16 ноября 2010)
- Георгий Юрьевич Псарев (19 марта 2010)
- Екатерина Григорьевна Юрченко (19 марта 2010 — 16 ноября 2011)
- Валерий Николаевич Кравец (16 ноября 2010 — 16 февраля 2011)
- Ольга Максимовна Удовина (с 16 ноября 2011)
- Валерий Васильевич Пальчук (23 марта 2012) — 18 сентября 2013
- Рустам Ильмирович Темиргалиев (18 сентября 2013 — 27 февраля 2014)
- Сергей Николаевич Копытов (25 декабря 2013 — 27 февраля 2014)
- Ольга Фёдоровна Ковитиди (28 февраля — 17 марта 2014[2])
- Опанасюк, Лариса Николаевна (28 февраля — 17 марта 2014[2])
- Янаки, Николай Леонтьевич (28 февраля — 17 марта 2014[2])

## Первые заместители Председателя Совета министров Республики Крым
Первые заместители Председателя Совета министров Республики Крым с марта 2014 года:
- Рустам Ильмирович Темиргалиев (18 марта[5] — 11 июня 2014)
- Михаил Сергеевич Шеремет (20 марта — 5 октября 2016).

## Заместители Председателя Совета министров Республики Крым
Заместители Председателя Совета министров Республики Крым с марта 2014 года:
- Ольга Фёдоровна Ковитиди (18 марта[5]  — 15 апреля 2014)
- Опанасюк, Лариса Николаевна (с 18 марта 2014[5])
- Янаки, Николай Леонтьевич (с 18 марта 2014[5])
- Мурадов, Георгий Львович (с 7 августа 2014[5])
- Михаил Сергеевич Шеремет (24 апреля — 1 июля 2014)
- Ленур Эдемович Ислямов (2 апреля — 28 мая 2014)
- Руслан Исмаилович Бальбек (28 мая 2014 — 5 октября 2016)
- Бавыкина, Евгения Глебовна (с 24 июля 2014)